# Gaiso (Heermeister)
Gaiso († vermutlich 351) war ein römischer Militär und Konsul der Spätantike.
Über Gaisos Herkunft ist nichts bekannt, sein Name lässt sich als keltogermanisch einordnen. Gaiso war offenbar ein Vertrauter des Offiziers Magnentius, der sich im Jahr 350 zum Kaiser erheben ließ. Um seine Herrschaft zu sichern, beauftragte Magnentius Gaiso als Befehlshaber eines Reitertrupps damit, den legitimen Kaiser Constans zu beseitigen. Gaiso gelang die Ermordung des Constans bei Helena nördlich der Pyrenäen. Zum Lohn wurde er 351 gemeinsam mit Magnentius zum Konsul ernannt, wurde als solcher aber nur im Westen anerkannt, da der Osten des Reiches weiterhin unter der Kontrolle Constantius’ II. stand. Aus der Tatsache, dass Gaiso als Militär zum Konsul ernannt wurde, schließen moderne Historiker, dass er ein Heermeister (magister militum) gewesen sei. Da er 350 eine Reitertruppe befehligte, dürfte er magister equitum, Heermeister der Reiterei, gewesen sein. Gaiso starb vermutlich noch 351 in der Schlacht bei Mursa, in der Magnentius eine schwere Niederlage erlitt.
Ellebichus, der später unter Theodosius I. ebenfalls als Heermeister diente, war offenbar sein Sohn.